# Klaus Werner Grewlich
Klaus Werner Grewlich (* 16. September 1943 in Konstanz; † 1. Juni 2012) war ein deutscher Wissenschaftler und Diplomat. Von 2001 bis 2004 war Grewlich Botschafter in Aserbaidschan und leitete als solcher die Botschaft Baku. Von 2006 bis Juli 2008 leitete er die Botschaft in Bischkek, Kirgisistan.

## Leben
Nach dem Studium der Rechts- und Wirtschaftswissenschaften erwarb er 1970 den akademischen Grad eines Master of Laws (LL.M.) an der Universität von Kalifornien, Berkeley. 1971 folgte die Promotion zum Dr. iur.
Von 1974 bis 1976 war er Principal Administrator im Kabinett des damaligen Generalsekretärs der OECD in Paris, Émile van Lennep.
Nach dem Eintritt in den Auswärtigen Dienst 1976 folgten bis 1990 ausschließlich Verwendungen im Auswärtigen Amt, darunter im Planungsstab. Zuletzt war er von 1987 bis 1990 Referatsleiter für grenzüberschreitenden Datenverkehr und internationale Telekommunikationspolitik. Von 1979 bis 1982 war Grewlich wegen einer Tätigkeit bei der EG-Kommission in Brüssel beurlaubt.
Von 1990 bis 1999 folgten weitere Beurlaubungen. So war er von 1990 an zunächst Leiter eines Geschäftsbereichs bei der Deutschen Bundespost/Deutschen Telekom, dann ab 1996 Geschäftsführer der Vereinigung der Europäischen Papierindustrie.
Nach einer erneuten Verwendung im Auswärtigen Amt wurde er dann 2001 bis 2004 Botschafter der Bundesrepublik Deutschland in Baku, Aserbaidschan. Dortiger Nachfolger wurde im Oktober 2004 Detlef Lingemann. Anschließend war er bis 2005 Berater in der Abteilung für Kommunikation, Öffentlichkeitsarbeit und Medien des Auswärtigen Amtes. Daneben war er im Jahr 2005 Berater der UN ICT Task Force.
Von Juli 2005 bis Juni 2006 war Grewlich im Range eines Botschafters als außen- und europapolitischer Berater des Staatspräsidenten von Rumänien nach Bukarest abgeordnet. Zuvor hatte Grewlich das VN-Generalsekretariat (DESA) in New York beraten.

## Wissenschaftliche Tätigkeiten
Grewlich nahm als Privatdozent an der Universität Freiburg im Breisgau und später als Professor an der Rechts- und Staatswissenschaftlichen Fakultät und dem Zentrum für Europäische Integrationsforschung der Universität Bonn Lehraufträge wahr und ist Mitglied der Vereinigung der Deutschen Staatsrechtslehrer. Daneben war er Visiting Professor am College of Europe in Brügge und Natolin.

## Veröffentlichungen
- Europa im globalen Technologiewettlauf: Der Weltmarkt wird zum Binnenmarkt, Gütersloh 1992
- Kommunikation, Information und Mikroelektronik, in: Kaiser, Karl / Schwarz, Hans-Peter (Hrsg.): Die neue Weltpolitik 1995, S. 272–281
- Konflikt und Ordnung in der globalen Kommunikation. Baden-Baden 1997
- Umweltschutz durch ‚Umweltvereinbarung’ nach nationalem Recht und Europarecht (Aufsatz DÖV 1998, 54)
- Wirtschaftsvölkerrechtliche Ordnung für das Internet – Multimediadienste und elektronischer Geschäftsverkehr im internationalen und europäischen Wirtschaftsrecht (Aufsatz K&R 1998, 81–90) (siehe )
- Atlantische Kommunikationsallianzen. Der Wettstreit im „Cyberspace“, in: Internationale Politik 53:2, 1998, S. 25–32.
- „Cyberspace“: Sector-specific regulation and competition rules in European telecommunications, CMLR 36 (1999), 937
- Governance im Cyberspace – Europa- und wirtschaftsvölkerrechtliche Regulierung, 2001 Schriftenreihe des Zentrums für Europäisches Wirtschaftsrecht der Universität Bonn
- Konstitutionalisierung des „Cyberspace“: Zwischen europarechtlicher Regulierung und völkerrechtlicher Governance. Nomos Verlagsgesellschaft, Baden-Baden 2001, ISBN 3-7890-7504-3.
- Geopolitik und Governance. Energie, Wasser, Herrschaft des Rechts in Zentralasien und Afghanistan. Nomos, Baden-Baden 2011, ISBN 978-3-8329-6751-2.